# Línea 548 (Lomas de Zamora)
La línea 548 es una línea de colectivos del Partido de Lomas de Zamora. Conecta la estación de trenes de Banfield con el cruce de las calles Gral. Martín Rodríguez,Virgilio y la Plaza Santa Marta en Villa Albertina actualmente cuenta con dos ramales ramal A Virgilio - Banfield  y el ramal B Unidad 40 - La Noria 
Fue operada desde el año 1993 hasta el 19 de noviembre de 2019 por la Empresa Micro Ómnibus Larroque Línea 548 S.R.L. Hasta que su concesión fue otorgada a Grupo Autobuses Buenos Aires.

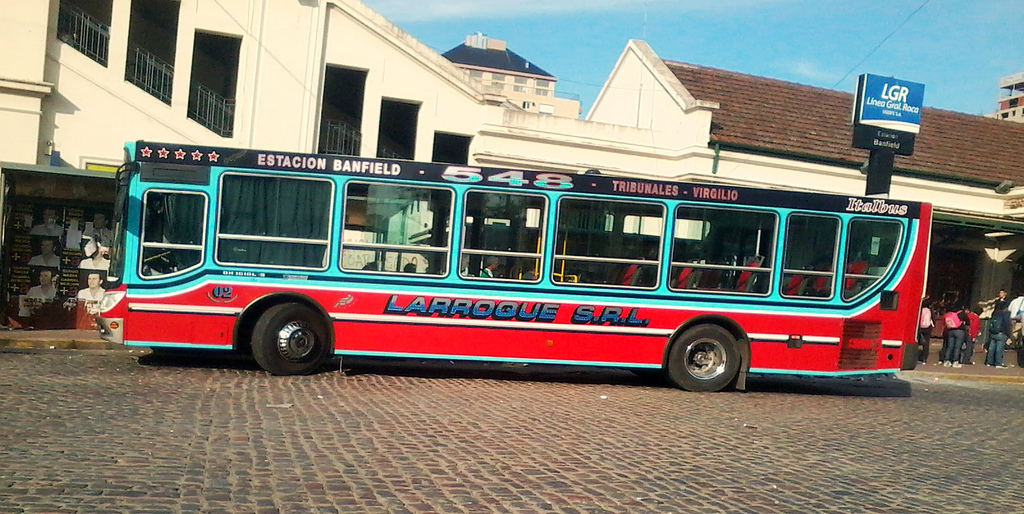
Un colectivo de línea 548 cuando era operada por Larroque S.R.L.

## Recorrido
La línea 548 une Banfield con Villa Albertina por medio de las siguientes calles recorriendo de punta a punta la localidad de Banfield.

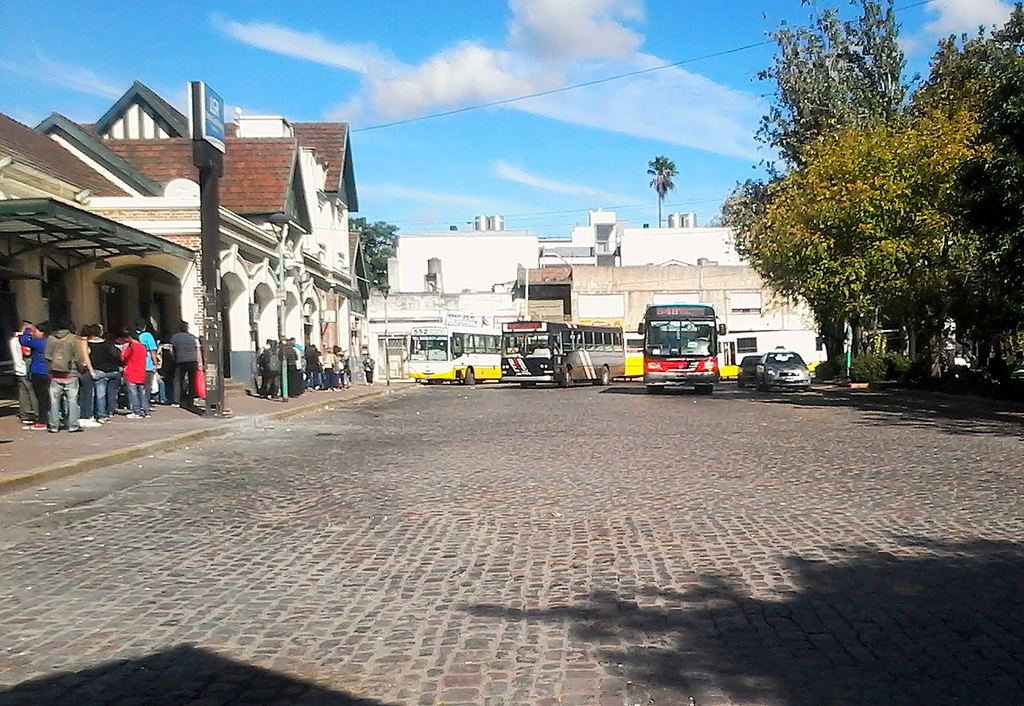
La estación de Banfield es una de las terminales de la línea 548

### Recorrido de ida
Su recorrido va desde Banfield hasta Villa Albertina por las siguientes calles.
- Leandro N. Alem

- French

- Avenida Hipólito Yrigoyen

- Avenida Larroque

- Camino Presidente Juan Domingo Perón

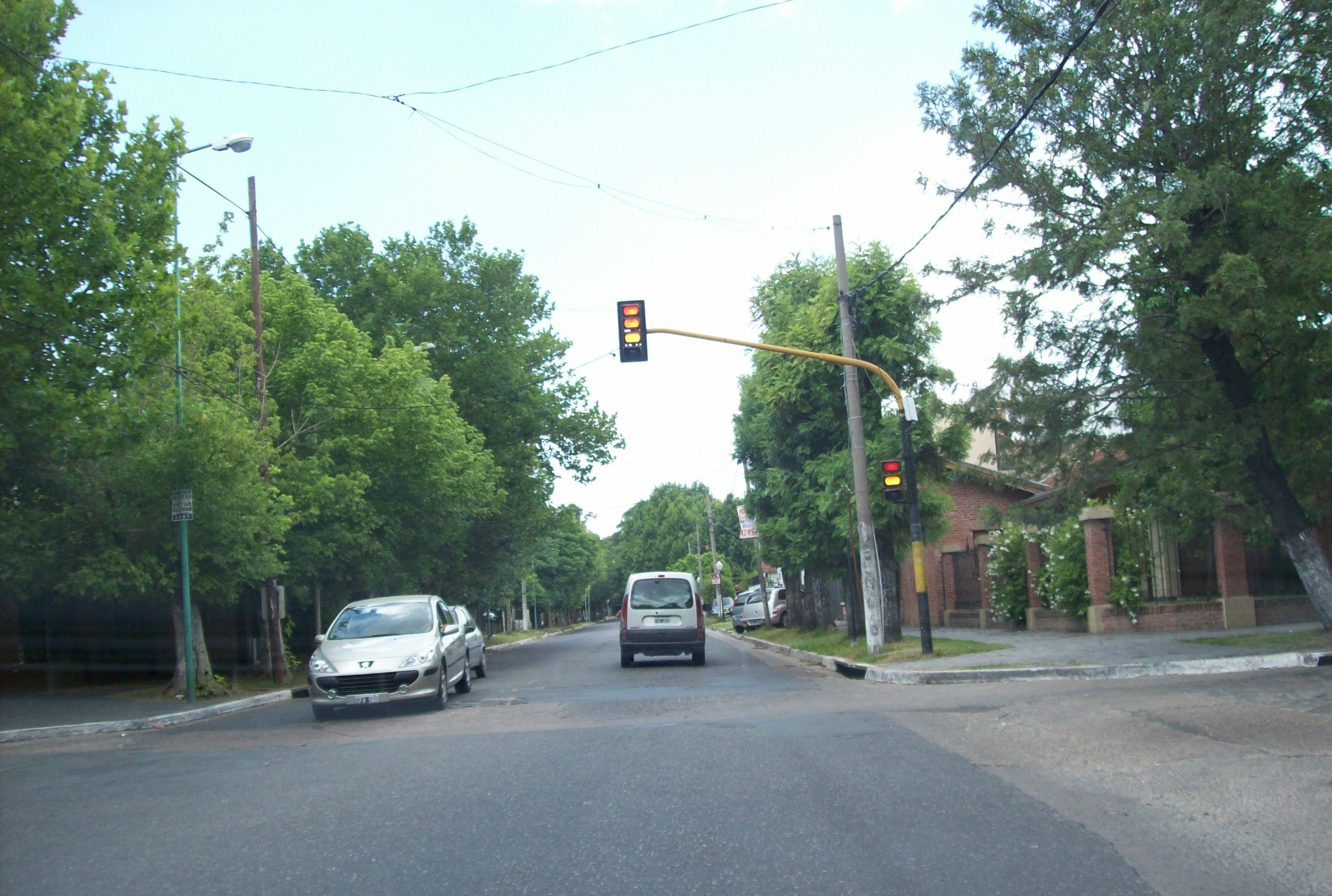
La línea 548 recorre en gran parte la Avenida Larroque

- C. Minetto

- Luis Siciliano

- Avenida Gral. Rodríguez

- Punta Alta

- Virgilio

- Pza Santa Marta

### Recorrido de vuelta
- Pza Santa Marta

- Virgilio

- Punta Alta

- Avenida Gral. Rodríguez

- Alfredo Palacios

- Gabriela Mistral

- Prensa argentina

- Avenida Gral. Rodríguez

- Camino Presidente Juan Domingo Perón

- Avenida Larroque

- Leandro N. Alem

- Beruti[5]

Ramal B
Unidad 40 - La Noria 

## Licitación polémica
En 2019, el Gobierno de Lomas de Zamora llamó a licitación por el servicio de la línea 548, a la cual presentaron sus propuestas: Micro Ómnibus Larroque S.R.L, prestataria original de la línea desde 1993, Yitos S.A, Grupo que maneja las líneas 541, 543, 544, 549, 561 y 562 y por último, El Grupo Autobuses Buenos Aires S.R.L. que operaba las líneas 277, 540, 542, 550, 551, 552 y 553, y quien tenía varias quejas por mal servicio en las líneas mencionadas.
Sara Balza, dueña de Larroque S.R.L. señaló que a pesar de que una de las condiciones que el Municipio impuso para presentarse a la licitación era que la prestataria no debía de tener ninguna deuda con ninguna entidad estatal. Y la empresa, Grupo Autobuses Buenos Aires S.R.L. tenía enormes deudas sin pagar por patentes y aportes patronales.
Finalmente el 20 de noviembre de 2019, el municipio le otorgó los servicios de la línea a Autobuses Buenos Aires, a pesar de no cumplir con los requisitos impuestos por el gobierno de Lomas de Zamora y los reclamos realizados por los choferes y los pasajeros de la línea.

## Lugares de interés

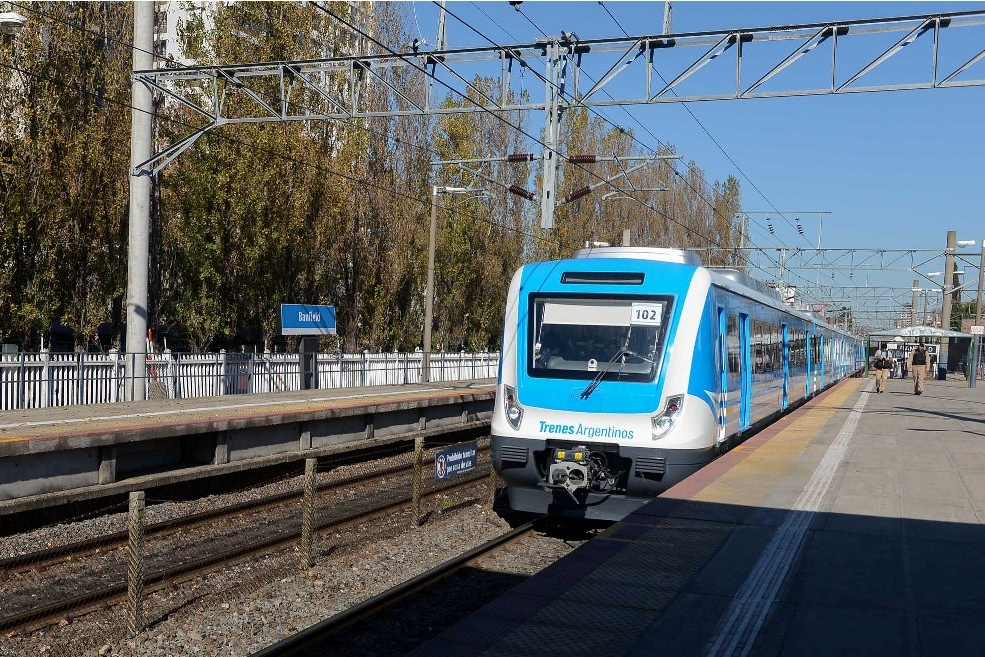
La línea 548 combina en su terminal con la estación Banfield de la línea Roca, además de combinar con las líneas 164, 541 y 552.
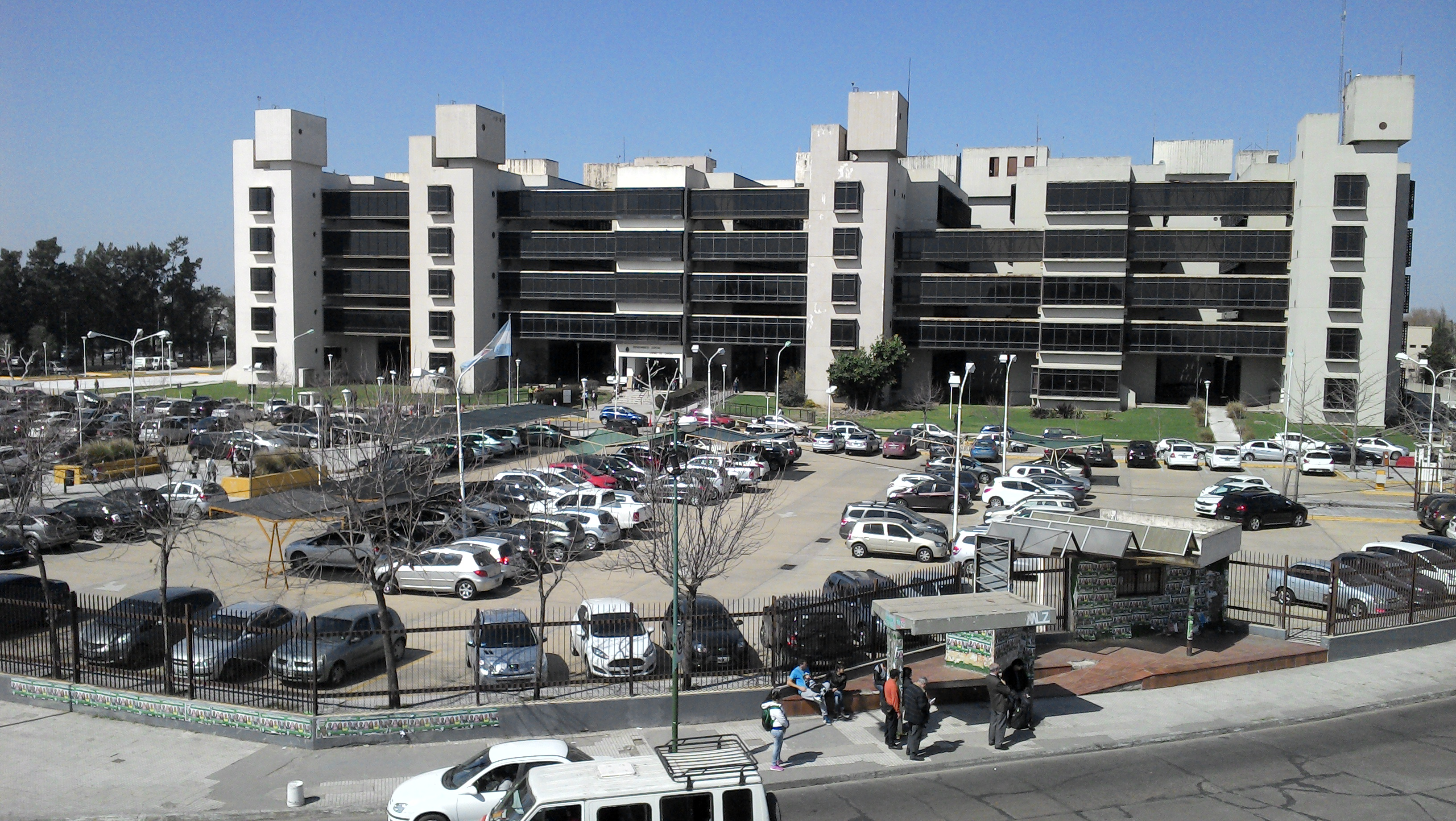
La línea pasa frente al Palacio del Departamento Judicial de Lomas de Zamora.
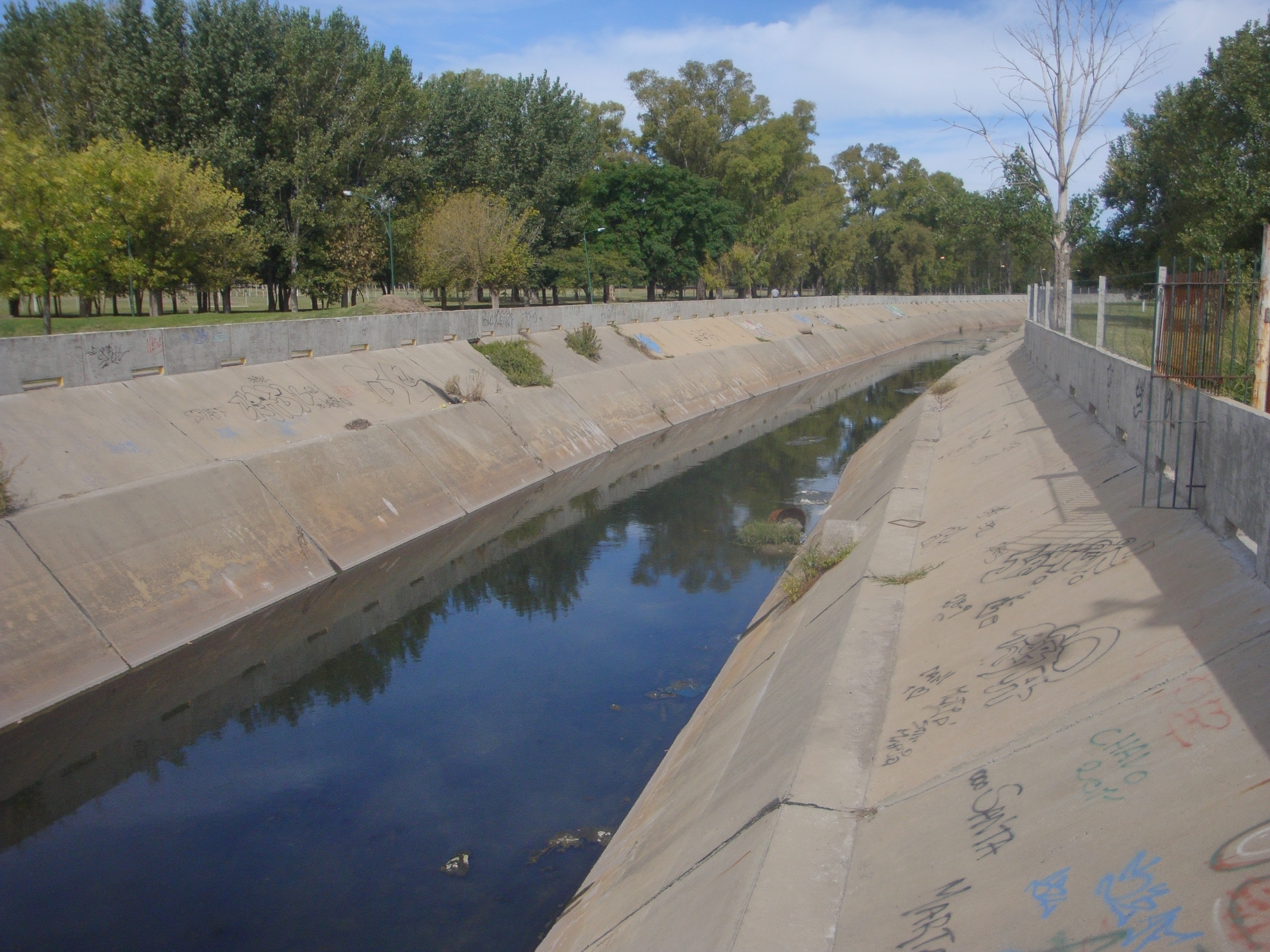
La línea pasa cerca al Arroyo del Rey, un curso de agua que atraviesa Villa Albertina.

## Pasajeros
| Año  | Pasajeros | Pasajeros por día | Variación |
| ---- | --------- | ----------------- | --------- |
| 2016 | 4 297 163 | 11 741            | 0,00%     |
| 2017 | 4 317 406 | 11 828            | 0,47%     |
| 2018 | 4 262 134 | 11 677            | 1,28%     |

Fuente: Ministerio de Transporte

## Galería

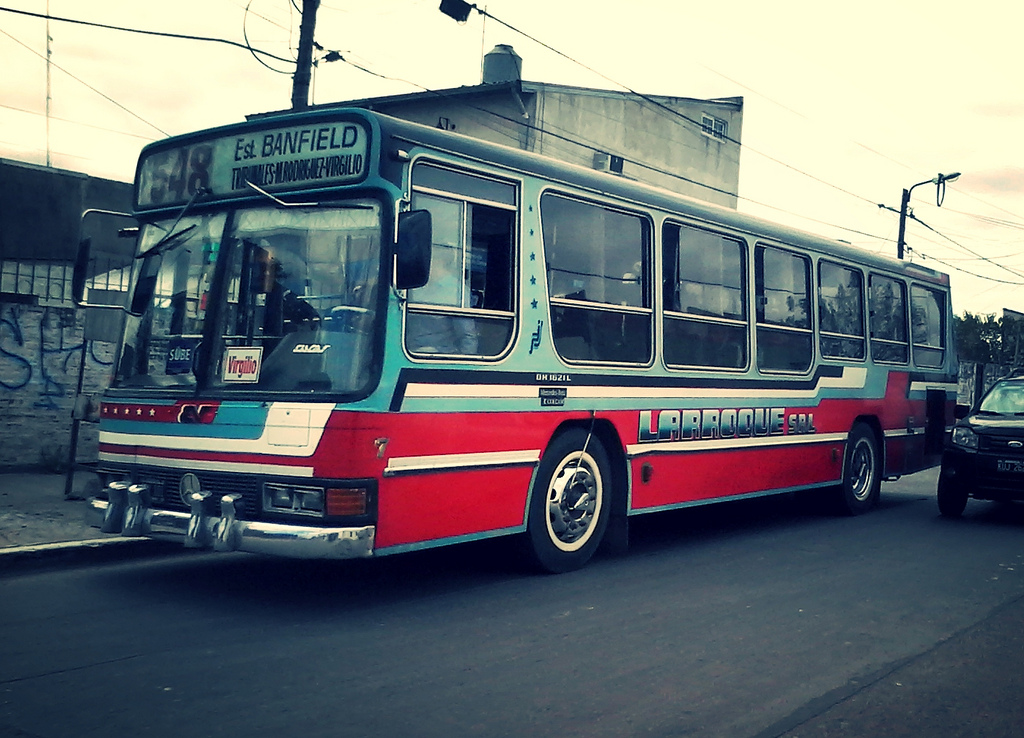
Un colectivo antiguo de la línea.